# Vicenç Dalmau i Regí
Vicenç Dalmau i Regí, conegut amb el sobrenom de Marcelino (Calonge, Baix Empordà, 1873 - 1945), fou músic instrumentista català de violí, fiscorn, flabiol i trombó de vares.

## Biografia[1][2]
Vicenç Dalmau va néixer el 5 d'octubre de 1873 a Calonge, a can Faust Domènec, masia del barri de les Fonts. Els seus pares eren Marcel·lí Dalmau, de Calonge, i Joaquima Regí, d'Amer.
L'historiador local Pere Caner i Estrany diu que Dalmau va tocar amb la cobla orquestra de Felip Dalmau en la dècada dels anys 80 del segle xix. A finals del segle xix apareix tocant amb la Principal de Calonge, juntament amb Josep Estrany i Valmaña, Rafael Colom i Ametller, Joan Prohias i Pallí i Jaume Clara, entre d'altres. I, per una altra foto, d'abans dels anys 20 del segle xx, formava part d'una altra formació calongina, on també hi havia Rafael Colom, ja mencionat, i Enric Vila i Buxaderas.
El 17 de setembre del 1895, a punt de fer 22 anys, es va casar amb Concepció Montaner i Rotllant. Del matrimoni van néixer dues noies, Joaquima i Rosa. El 25 de gener del 1909 va morir la seva esposa; tenia 32 anys. El 22 de maig del 1918 va morir, als 21 anys, la seva filla Joaquima. Diuen que també va morir seguidament la seva filla Rosa, que havia nascut el 1898, però no s'ha trobat en el registre civil de Calonge.
Arran de la mort de la dona i de les dues filles, Dalmau, que treballava de sabater, va quedar trastocat. A partir de llavors, es va dedicar a tocar el seu violí pels cafès i per les festes majors de Calonge i municipis de la rodalia. Dalmau tocava unes composicions seves que tenien uns títols extravagants:
- El alimento, el sustento no es ningún sentimiento:
- El llit, el pit i l'escorpit.
- L'oca, la tapioca i la carioca.
- La permanent i l'aliment de Sant Climent.
- En titella, la rosella i la mamella.

Vivia de les propines que obtenia de les seves actuacions, i mai volia monedes grans. Els darrers anys de la seva vida vivia al carrer del Pedró, i solia anar a la plaça de dalt del carrer per fer les seves composicions i assajos.
Va morir el 31 d'agost del 1945. El motiu va ser quedar tip després de ser convidat a menjar per l'Orquestra Caravana, com feien moltes agrupacions musicals que ja el coneixien. Va ser enterrat a la fossa comuna del cementiri de Calonge. Diuen que el seu enterrament va ser presidit pel músic Joaquim Sardó i Vilar com a únic representant masculí.

## Més informació
- Viñals i Irla, Pere. "Detalls calongins". Calonge. 2011. pp 60-62.